# Vaidya
Cet article concerne les médecins pratiquant l'Ayurveda. Pour le physicien et mathématicien indien (1918-2010), voir Prahalad Chunnilal Vaidya.
 (septembre 2024).
Améliorez-le ou discutez des points à vérifier. 

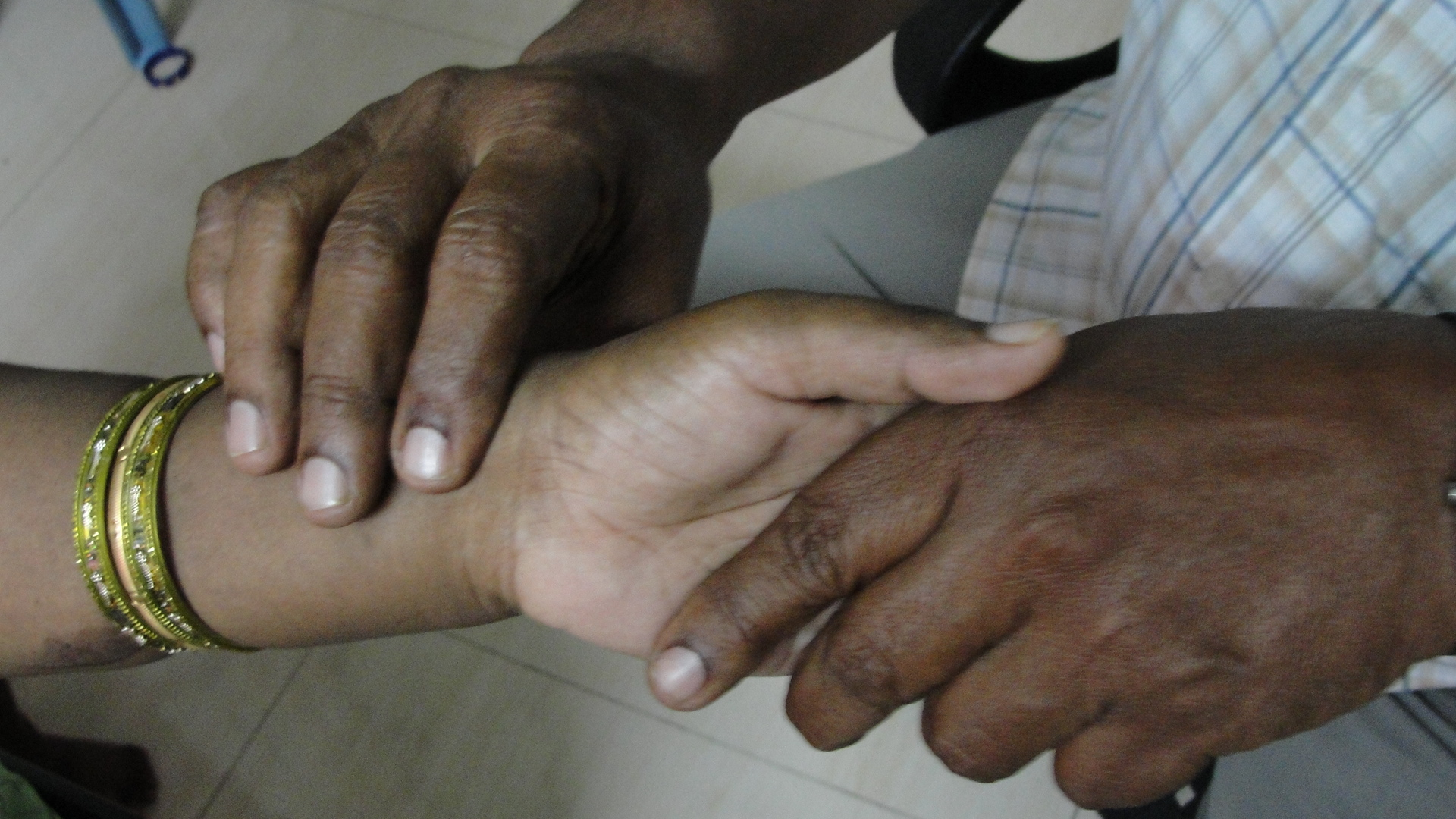
La prise de pouls ayurvédique: le vaidya pose trois doigts sur l'artère radiale d'un patient au niveau du poignet.

Le vaidya est un médecin pratiquant l'Ayurveda, une médecine traditionnelle originaire de l’Inde et également pratiquée dans d'autres parties du monde. Le terme vaidya signifie « savant » ou « médecin » en sanskrit.
Le vaidya ne traite pas le patient uniquement sur le plan physique mais étudie toujours l'ensemble de la personnalité et de la situation d'une personne, ce qui inclut des facteurs aussi divers que la profession, la vie de famille, les influences saisonnières et les habitudes quotidiennes. Au cours de sa formation, il aura étudié les aspects physiques, mentaux et émotionnels de la guérison et ce qui relie l'individu au cosmos.
Bien qu'il utilise également des techniques de diagnostic incluant l'observation et la palpation, le vaidya n'emploie pas les outils de diagnostic classiques tels que le tensiomètre ou le thermomètre. Il prend le pouls du patient au niveau du poignet car pour lui, c'est la source d'information la plus fiable. Cette technique, appelée Nadi Vygian ou Nadi Pariksha selon les régions de l'Inde où elle est pratiquée, est très différente de celle utilisée par la médecine moderne. Ici, on pose trois doigts (l'index, le majeur et l'annulaire) sur l'artère radiale du patient au niveau du poignet. En exerçant différents modes de pression, le vaidya recueille alors l'information concernant les doshas de la personne — les trois énergies fondamentales qui le constituent — dont le déséquilibre a causé un dysfonctionnement.
Sur base de son diagnostic, il prescrira alors les divers traitements et remèdes dont il est question dans l'article sur l'Ayurveda.